# Yuan Zhi
Yuan Zhi (chiń. 袁志, ur. 29 września 1981 w Shenyang, prowincja Liaoning) – chiński siatkarz grający na pozycji atakującego; reprezentant Chin.
Karierę sportową rozpoczął w 1997 roku w drużynie Liaoning Provincial Sports College, w której gra nadal. W sezonach 2004/2005, 2006/2007 i 2007/2008 z klubem zajmował 2. miejsce w Chińskiej Lidze Siatkówki.
Do reprezentacji powołany został w 2001 roku. Od tego czasu brał udział w siedmiu edycjach Ligi Światowej (w 2001, 2002, 2004, 2006, 2007, 2008 i 2010 roku). Uczestniczył w Mistrzostwach Świata 2006 oraz turnieju olimpijskim w 2008 roku.